# Blok (informatica)
Een blok is in de informatica een verzameling statements en declaraties. Blokken kunnen worden genest, dat wil zeggen dat een blok een ander blok kan bevatten. Een aantal statements en declaraties kan daardoor worden behandeld alsof het een enkel statement was. Blokken vormen een essentieel onderdeel van gestructureerd programmeren, waar iteraties en conditionele statements met behulp van blokken worden gedefinieerd.
Blokken worden in C, C++ en Java met behulp van accolades weergegeven, Pascal gebruikt de sleutelwoorden begin en end en Python gebruikt ingesprongen regels.